# Амиклы
Амиклы (др.-греч. Ἀμύκλαι) — древний ахейский город в Лаконии, располагался в среднем течении р. Эврот, всего в 3 км южнее воинственной Спарты, что во многом предрешило дальнейшую судьбу Амикл. Расположен на склоне и у подошвы холма, на котором построена теперь часовня святого Кириака. По преданию, этот город основал Амикл, откуда и произошло его название. Он был позднее известен как резиденция царя Тиндарея и его супруги Леды. И после завоевания Лаконии дорийцами он ещё долгое время сохранял некоторую независимость, пока не был взят и разрушен спартанским царем Телеклом; с этих пор он остался незащищенным городом, который населен был ремесленниками-периэками, и сохранил отчасти еще своё значение только благодаря находившемуся в нем святилищу Аполлона: в святилище этом воздвигнута была, будто бы на гробе Гиацинта, статуя бога 10 м высотой. Магнезийский архитектор Бафикл (Батикл) соорудил над этой статуей изящный храм. В наст. время Амиклы это деревня в Греции: 1 034 чел. (1981 г., перепись), 589 чел. (1991 г., перепись), 982 чел. (2001 г., перепись).